# Parafia Maryi Matki Bożej w Kibeho
Parafia Maryi Matki Bożej w Kibeho – rzymskokatolicka parafia znajdująca się w Rwandzie, w diecezji Gikongoro w dekanacie Kibeho. Obecnie prowadzona przez księży diecezjalnych. Parafia znana jest na świecie jako miejsce objawień Matki Bożej z lat 1981 - 1989 i z Sanktuarium Matki Bożej Słowa znajdującym się na jej terenie.
Proboszcz Kibeho jest również dziekanem dekanatu Kibeho, w skład którego wchodzą obecnie 4 parafie.
Parafia misyjna w Kibeho powstała w 1934. Dała Kościołowi w Rwandzie wyjątkowo dużą liczbę księży i osób konsekrowanych. Oprócz posługi duszpasterskiej w parafii prowadzone są szkoły i działalność charytatywna.

## Działalność Kościoła w parafii
- duchowieństwo diecezjalne:
  - Szkoła Marie Merci - szkoła męska założona w 1986
  - Szkoła św. Pawła - szkoła podstawowa i ponadpodstawowa
- pallotyni:
  - Sanktuarium Matki Bożej Słowa w Kibeho
- pallotynki:
  - ośrodek zdrowia
- Zgromadzeniu Sióstr Benebikira:
  - Szkoła Matki Słowa - szkoła żeńska założona w 1967. W szkole tej miały miejsca objawienia maryjne.
  - Centrum Regina Pacis - usługi dla pielgrzymów (zakwaterowanie, gastronomia, sale wielofunkcyjne, itp.)
- marianie:
  - Centrum formacji Maryjnej CANA
- Siostry Uczennice Jezusa Eucharystycznego:
  - żeńska szkoła zawodowa
  - przedszkole
  - pomoc ubogim
  - uprawa roli i doradztwo rolnicze dla ludności
- Zgromadzenie Sióstr Franciszkanek Służebnic Krzyża
  - Ośrodek Szkolno – Wychowawczy dla Niewidomych ze szkołą podstawową dla niewidomych
- siostry Abahire ba Nyina wa Jambo
  - Centrum  Nazaret - pomoc, zakwaterowanie, itp. dla pielgrzymów